# 微軟正黑體
微軟正黑體（繁体字: 微軟正黑體; 漢語拼音: Wéiruǎn Zhènghēitǐ; 通用拼音: Wéiruǎn Jhèngheitǐ、英語: Microsoft JhengHei）は、モノタイプ・イメージング（Monotype Imaging）がデザインし、マイクロソフトが権利を保有する繁体字中国語のゴシック体（サンセリフ）フォント。Vista以降のMicrosoft WindowsおよびMicrosoft Office for Mac 2011以降のMicrosoft Office for Macに附属する。
TrueType形式で、漢字の字形は中華民国教育部の定める規範字体「国字標準字体」に準拠する。ラテン文字とギリシア文字は、Segoe UI（シーゴーUI）のカスタマイズ版が使用されている。
XPまでの新細明體に代わり、Windowsにおける繁体字中国語のデフォルトフォントとなった。同時に登場したメイリオ（日本語）・微軟雅黒（簡体字中国語）などと同様ClearTypeに最適化され、通常のウェイト（太さ）であるレギュラーのほか、太字のボールドが用意されている。Windows 8.1以降には細字のライトが追加された。
フォント名は、インタフェース言語が繁体字中国語以外になっているWindows環境ではMicrosoft JhengHeiと表示される。このフォントの登場当時中華民国（台湾）において公式の中国語ローマ字表記法とされていた通用拼音で「正黑」をラテン文字化すると、jhèng heiとなる。

## バグ

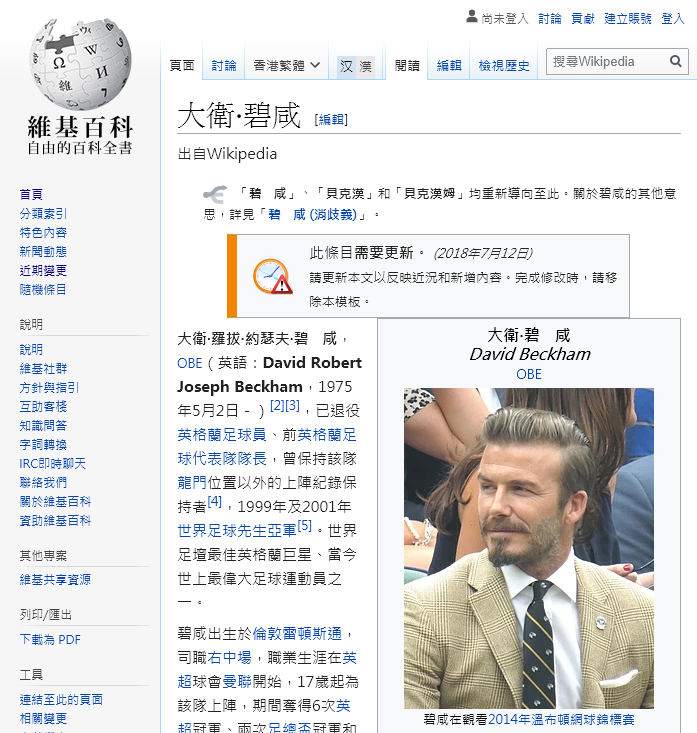
中国語版ウィキペディアで「香港繁體」表記を選んで表示させたデビッド・ベッカムの項目（大衛·碧咸 - 維基百科のスクリーンショット）。微軟正黑體を使用しているので、太字で表示される「碧」の字の右に全角スペースほどの余計な空白がある。

微軟正黑體にはいくつかバグがある。微軟正黑體のボールドで「碧」「筵」「綰」を表示させると、字の右側に全角スペースほどの余分な空白ができる。この問題はWindows Vista附属のバージョン5.00から見られ、Windows 7附属のバージョン6.00・Windows 8附属のバージョン6.10・Windows 10 Technical Preview附属のバージョン6.11でも依然として解決されておらず、Windows 8で追加されたMicrosoft JhengHei UIでも同様である。

## バージョン
- 5.00 … Windows Vista、Windows Server 2008に附属。ほかにWindows XP向けにも配布されている。
- 6.02 … Windows 7に附属（ボールドは6.00）。
- 6.10 … Windows 8に附属。Microsoft Office for Mac 2016に附属（OSのフォントフォルダにはインストールされない）。
- 6.11 … Windows 8.1に附属（ライトは1.00）。
- 6.14 … Windows 10に附属（ボールドは6.13）。